# 彼岸花綻放之夜
《彼岸花綻放之夜》原作：龍騎士07（07th Expansion）、人物原案：西E田、作画：つのはず壱郎的改編漫画作品。並在『月刊Dragon Age』連載作品。於2011年8月發售同人遊戲《彼岸花綻放之夜》，由07th Expansion製作。
原文標題『咲』中的使用紅色標記。
而前身『學校妖怪紀行 第八怪談募集中』是龍騎士07的短篇小說作品。曾改編漫畫《學校妖怪紀行〜葉〜》（作畫：依澄れい），未發行單行本。

## 登場人物

### 主要角色
舞動的彼岸花（ひがんばな）
本作的代表角色。支配校園非日常「學校的七大妖怪」之一。
學校七大不可思議序列第三位的妖怪，怪談為「保健室舞動的人偶」，本體如怪談所言是安置在保健室的人偶，傳說看見她跳舞的人會受詛咒死亡，其實是被她作祟的人会受伤，最终变成保健室的常客。化為人形姿態的外貌如人偶般漂亮，自稱個性殘酷無比，性情淡定且深不可測，經常面帶神祕笑容。個人代表花卉是石蒜。喜歡喝放糖的茶。喜歡以充滿戲劇性的話語妖惑人心，讓他們迷失於怪談中，但其實行動前早已看穿對方本質，只是不論出於善意協助或是惡意吞噬，都會以最扭曲的過程去達成她的理想結果。
在「啜泣先生」篇對於遭金森凌辱殺害成為幽靈的森谷毬枝產生興趣，為確保其不會被吞噬而要求她參加學校的第八個怪談「啜泣先生」的競爭賽。
森谷　毬枝（もりや　まりえ）
為「啜泣先生」故事中的主角，後也在其它篇幅中都擔當推動劇情的關鍵角色。
生前個性軟弱內向，父母忙於工作，自己亦因為兩名表現出色的姊姊而被忽略，時常在學校受到同班同學欺負，還因為被班導師金森義仁抓到把柄，經常受到金森的虐待及猥褻。飽受每次欺負的生活中，某日在保健室與學校的第三個怪談之中「舞動的人偶－－彼岸花」相遇，並且許下希望可以殺掉同班同學及老師的願望。
受到金森的欺負後，躲在舊校舍廁所內偷哭及自言自語的毬枝被意外路過的學生聽見，在不知情的學生流傳下，被傳成學校的第八個怪談「啜泣先生」。後被金森殺害棄屍在連結學校廁所的下水道，成為幽靈後經由彼岸花牽線和金森競爭第八個怪談「啜泣先生」的位置出勝，成功抹殺對方，以此契機成為彼岸花的朋友。
對於彼岸花喜歡看人掙扎取樂的作風不以為然，有時甚至會互相反抗，不過事件出現定局後還是會恢復友好的關係。變成怪談後擁有驚人的怪力，同時由於生前受欺凌的經歷，使得她開始留意和決心遏止校園欺凌。

### 學校妖怪八席
校長先生
學校八大不可思議序列第一位的大妖怪，本名未知。外型是身穿西裝的長鬍鬚長者。
喜愛的食物是弱小的靈魂（尤其是自殺者）。能夠「完全消去」事實和真相，也能設下結界讓踏進該處者僅能原地來回。基本上心地算是善良的，但心情不好時也會變得非常殘酷。學校妖怪忌諱其能力，為確保安穩而經常貢獻收割來的靈魂的一部分，請求祂消滅其存在。
與彼岸花關係惡劣。毬枝遇害後，抹除了後者母親除外其他人攸關毬枝的記憶。後由於野野宮拿拍攝到毬枝的照片進行調查期間，不慎刺激到毬枝的母親，被毬枝請求協助抹除母親所有攸關她的記憶。
伊邪那美（イザナミ）
學校八大不可思議序列第二位的妖怪，怪談為「第十三階梯的死神」。
在人間有實體，是位體育老師。
彼岸花（ひがんばな）
學校八大不可思議序列第三位的妖怪。
詳細請見「舞動的彼岸花」。
蓟（アザミ）
學校八大不可思議序列第四位的妖怪，怪談為「復仇的蓟」。
是序列第七位的堇的姐姐。
鏡之境（キョウ）
學校八大不可思議序列第五位的妖怪，真身為動物靈，能將看到鏡子裡內容的人帶往鏡中的世界。尾部會反映本身的真實情感。
初次登場於追加ＴＩＰＳ「非人者的教師」。他奪走了金森善的一面。
雷諾瓦（ルノワール）
學校八大不可思議序列第六位的妖怪，怪談為「美術室的雷諾瓦」。傳說祂會向放學後踏進美術教師的學生提問，若不能正確回答問題便會被作祟。
本體憑依於美術教室懸掛的繪畫裡，現身姿態則是穿著藍色衣裝的金髮少年。平常都在休眠，有時會在甦醒後會將他人拖進畫中世界。偶然間結識在校學生野田裕貴並成為好友，後得悉裕貴遭同校的美術教師新谷奈文欺凌猥褻逼上絕路，礙於自身剛甦醒且力量不足，提出分享新谷靈魂的條件求助於彼岸花，現身對峙並懲罰了新谷。
雷諾瓦的名字來自法國十九世紀的印象派畫家「皮耶－奧古斯特·雷諾瓦」。
堇（スミレ）
學校八大不可思議序列第七位的妖怪，怪談為「暮色的堇」。本體是穿著和服的少女，傳聞她會現身在放學期間留校玩樂的學生面前，若是尾隨她將會被神隱。
是序列第四位的蓟的妹妹。流出的眼淚會讓當事者變得喜歡欺負他人，自己也經常幻化成學生吸引週遭人欺負她，藉此培養供自己食用的靈魂。
森谷　毬枝（もりや　まりえ）／啜泣先生（めそめそさん）
學校八大不可思議序列第八位的妖怪，怪談為「啜泣先生」。
詳細請見「森谷　毬枝」。

### 第一話「啜泣先生」（めそめそさん）登場人物
森谷　毬枝（もりや　まりえ）
本篇章的主角。
詳細請見「森谷 毬枝」。
金森　義仁（かなもり　よしひと）
毬枝的班導師。表面上是個爽朗、風趣年輕的老師，在學生之間是個大受學生歡迎的好老師，實則有著變態扭曲的一面。
原本對於老師懷有崇高的志願，後因日復一復的種種問題及壓力扭曲了心態，對著毬枝抱著異常扭曲的好感。
在抓到毬枝的把柄後，展露自己陰暗的一面，經常在廢棄的舊校舍女廁內對毬枝進行了虐待、猥褻等行為，以排解自己日常中的壓力及不快，並且將過程錄影下來，威脅毬枝不得張揚。後因毬枝表明不願再遭受欺負否則便要告發金森的所做所為後，抓狂殺害毬技。
原本要將行棄屍，此時進行試膽探查的學生闖進，承受將被發現的巨大壓力的金森忍不住哭泣，即而假扮起「啜泣先生」將試膽的學生們嚇跑，接著將毬技的屍體棄屍及留在現場的證劇煙滅掉。
毬枝失蹤之後，被學生們認為是妖怪作崇，認為自己的所作所為早已超越人，是妖怪的作為主張自己才是真正的「啜泣先生」，在彼岸花的安排下，在廢舊校舍的女廁所與毬枝進行誰才是真正的「啜泣先生」比賽，最終因為其扭曲心靈和作為，被彼岸花判定違背學校不可思議的規則，敗給毬枝並被後者抹殺，僅成為其怪談的一小部分。

### 第二話「靈異照相機」（心霊写真機）登場人物
野野宮　武（ののみや　たけし）
3年8班的學生，毬枝生前的同班同學。知曉毬枝被班上同學欺負的事情，但礙於個人原因而成為旁觀者。
在某次監督同學打掃期間意外撞見沼田陽子弄壞理科教室的人體模型，反遭對方撒謊誣陷成犯人，鬱悶之際被新聞部成員邀請加入新聞部，為了採集證據開始練習攝影。偶然在新聞部資料室發現可拍攝到任何真實存在的舊型拍立得相機後，被偶遇的彼岸花託付該相機，數度拿相機試拍期間意外在全班的合照裡拍見毬枝的身影，經由彼岸花提醒想起毬枝的相關事件，深入調查過程中遭遇怪談「校長先生」遇險之際被彼岸花解危。
事後彼岸花假意接受野野宮家招待，繼而揭發野野宮為報復而跟蹤偷拍陽子，致後者被班上同學欺凌自盡，自身也被「校長先生」吃掉欺負陽子的記憶的事實。野野宮和怨靈型態的陽子對峙期間體認自己對她的傷害，正式向她懺悔和解。最終險被彼岸花吞噬時被毬枝解危，經由毬枝開導正式釋懷，在自家浴室利用可拍攝真實的相機，拍下自己和陽子的合照作為紀念。
事後亦確認其經歷是毬枝請求彼岸花協助兩人才會發生的。
沼田　陽子（ぬまた　ようこ）
毬枝學校的女學生，個性活潑愛惡作劇。
生前在班級打掃期間弄壞理科教室的人體模型並嫁禍給野野宮，遭後者報復偷拍而陸續遭班上同學欺辱，導致她不堪欺辱在教室上吊自盡，被怪談「校長先生」吃掉其存在，靈魂墜入地獄之中。後由於彼岸花從中介入得以暫時脫離地獄向野野宮復仇，但在得知事發原委後選擇向野野宮道歉和解，恢復原本的模樣，「校長先生」憐憫其遭遇，選擇讓她以沉睡的姿態回歸地獄沉睡兼抹消眾人（野野宮除外）對她的記憶。事後陽子以面露微笑的姿態，現身在野野宮於自家浴室拍攝的照片裡。
後來在第六話「某少女的一天」再度透過彼岸花的協助，短暫體會到平凡的快樂生活，原本彼岸花想將她的魂魄作為食糧，但後來選擇放過她令其得以升天。
山田
新聞部長，個性冒失。

### 第三話「公主的謊言」（お姫様の嘘）登場人物
楠木　碧（楠木　みどり）
家境富有的千金小姐，戲劇部成員，因為經常炫耀自家家境且個性驕傲，遭全班同學和社團師生厭惡欺負，忌妒著備受歡迎的川田望。後來以自身靈魂碎片和紅茶紳士締結契約，在謊言境界取代川田望成為受歡迎的學生，最終沉醉在幻象中墜樓死亡，魂魄則作為彼岸花的食糧。
川田 望
碧班上的女同學兼戲劇部成員，出身富裕且待人親和，碧忌妒的對象。在碧的幻象裡變成遭人排擠的同學。其在真實和幻象中都對楠木的精神狀態顯得不安。
紅茶紳士
校園裡的妖怪，影之序列的第二位，為「校長先生」的得力部屬。外型是個紳士裝扮的男子，其實是個讓指定對象相信謊言的妖怪，喜歡喝紅茶。在偶然間遇見遭受欺負的碧，以自身的靈魂碎片和碧締結契約，讓她選擇想要扮演的劇本角色。被毬枝識破並打成重傷後，短暫解除了碧的幻象，隨後再度讓碧進入理想的幻象。

### 第四話「守護神大人的神社」（鎮守神さまの祠）登場人物
櫻田　滿（桜田　みちる）
經常配戴眼罩，宣稱可看見靈體的少女，因為難以被理解而被同班同學排斥。
一次看到一班同班同學疑神疑鬼時，說道看透他們擾亂了附近小神社的靈體，勸介他們補救時引來了更激烈的排斥。後來其中一人偷偷找她協助阻止靈體作祟，於是正式向學校七大不可思議提出要求，引來毬枝協助。
後來毬枝查到其實擾亂小神社一事的過程為滿本人親眼目睹。及後見到镇守神沒有力量影響四周時，她便決定親自嚇阻那些不負責任的同學。毬枝於是現身訓示，並勸勉其正確面對自己的特性。
櫻之神（さくのしん）
很早以前就存在在这所学校的动物灵，有着强大的力量，但容易受驚嚇的镇守神。曾因為滿的惡作劇而被驚嚇到。

### 第五話「哈美倫的響板」（ハメルンのカスタネット）登場人物
二瓶　光（二瓶　ひかる）
頭腦聰明，成績出色，但容貌帶有陰柔氣質的男學生。
擔當兔子飼養員時發生兔子集體死亡與同學失蹤事件。實際上是其以殺兔宣洩平常被同學欺負的壓力，甚至利用哈美倫的能力將同學變成兔子，方便其狠心下手。後來再揭示他其實是因為高傲地強迫同學收下自己的優秀筆記，才使班級眾人以不好的態度對待。
被彼岸花看穿其邪惡後，親自出身對抗其與哈美倫。一度以聰明詭計誤導對方，但結果被拿下哈美倫能力的她將變成兔子。因著其仍然毫無悔意，彼岸花決定讓其體驗兔子相殘之苦。
哈美倫（ハメルン）
校園裡的妖怪，自稱「音樂教室的哈美倫」。
經常戴著假面掩蓋容貌，擁有將人類變成動物的能力。尊稱彼岸花為「前輩」。
表面以柔和的態度面對所有妖怪，實則腹黑富野心，期許將序列前七位的妖怪抹煞掉並成為序列第一位，很早被彼岸花看穿。
雖然與光用詭計剋制彼岸花，但最終不敵對方蠻橫的力量而被殲滅。

### 第六話「某少女的一天」（とある少女の一日）登場人物
沼田　陽子（ぬまた　ようこ）

### 第七話「烏托邦」（ユートピア）登場人物
榊　由香里（さかき　ゆかり）
單親家庭出身的女學生，因為母親逝世，導致父親日漸憔悴，自己也因此未能顧及生活和心理需求遭全班欺凌，向父親和師長反映但皆被勸服忍耐，令毬枝決定幫助她。曾一度和大住玲子（「暮色的堇」）成為朋友，決心對抗校園欺凌，但在得知玲子（堇）的真相後，因為玲子（堇）的消失再度遭欺負，不慎跌落樓梯受傷，暫時休學在家，成為該班級唯一未出席社會實踐而倖免於難的學生。事後被學校教師安排調往其他班級。
尾崎 昂
班級的不良少年，先前帶頭欺凌班級同學導致對方尋短（後揭露對方為「暮色的堇」的化身），轉向欺負由香里，被毬枝教訓後轉而和其他同學欺負玲子（堇）。後由於和其他同學再度欺負由香里，令對方暫時休學在家，結果全班師生在參與社會實踐的途中，因為彼岸花忽然現身，致使司機來不及反應而發生巴士失速墜崖意外，除了由香里以外的全班師生都死於該事故。事後彼岸花解釋這是為了替遭「暮色的堇」重創的毬枝出一口氣，才會奪走被堇培養成欺凌者的班級師生靈魂作為自己的食糧。
大住　玲子（おおすみ　れいこ）
轉來班上的轉學生，真身為「暮色的堇」。

### 第九話「第十三階梯的死神」（13階段の死神）登場人物
相馬　彩（相馬　あや）
伊邪那美（イザナミ）

### 第十話「歡迎來到鏡的世界」（鏡の世界へようこそ）登場人物
鏡之境（キョウ）

### 第十一話「少年們的肖像」（少年たちの肖像）登場人物
新谷　奈文（新谷　ナフミ）
學校的美術女教師兼美術社顧問，30歲。平常給人淑女氣質且富個人魅力的印象，實則對年少男性抱持扭曲的性慾望，興趣是描繪以少年為模特兒的猥褻圖畫。過去曾夢想當畫家，但後來放棄了夢想成為教師。由於猥褻欺凌裕貴遭雷諾瓦和彼岸花現身懲戒，最終被雷諾瓦困在「上升與下降」的畫中世界，被迫在畫中世界的樓梯重複著找不到出口的奔跑過程。
野田　裕貴（のだ　ゆうき）
喜愛藝術，因緣際會和雷諾瓦成為好友的男學生。生前因為喜歡新谷，志願擔任其繪畫模特兒，遭新谷猥褻虐待後養成割腕自殘的習慣。後在美術教室抵抗新谷的過程中，遭對方失手推向置物架，被墜落的石膏像砸中頭部，失血過多身亡，成為雷諾瓦代其向新谷復仇的導火線。
井俣
學校的男教師，33歲。個性熱血且喜歡泡茶，對新谷有好感，數度邀約新谷但都被後者婉拒。
雷諾瓦（ルノワール）

### 第十二話「我的好朋友」（私の親友）登場人物
岡田　智子（おかだ　ともこ）

### 第十三話「復仇的蓟」（復讐のアザミ）登場人物
吉川　正明（よしかわ　まさあき）
蓟（アザミ）

### 第十四話「彼岸花綻放之前」（彼岸花の咲く前に）登場人物
有森　秋一（ありもり　しゅういち）

## 用語
七不思議

## 相關書籍

### 漫畫
| 卷數 | 富士見書房    | 富士見書房             | 台灣角川      | 台灣角川              |
| 卷數 | 發售日期      | ISBN                   | 發售日期      | ISBN                  |
| ---- | ------------- | ---------------------- | ------------- | --------------------- |
| 1    | 2010年11月9日 | ISBN 978-4-04-712696-1 | 2011年12月9日 | ISBN 978-986-287517-9 |
| 2    | 2011年4月9日  | ISBN 978-4-04-712721-0 | 2012年2月8日  | ISBN 978-986-287545-2 |
| 3    | 2011年9月9日  | ISBN 978-4-04-712747-0 | 2012年7月12日 | ISBN 978-986-287835-4 |
| 4    | 2012年2月9日  | ISBN 978-4-04-712777-7 | 2012年12月7日 | ISBN 978-986-325080-7 |
| 5    | 2012年8月9日  | ISBN 978-4-04-712821-7 | 2013年2月7日  | ISBN 978-986-325210-8 |
| 6    | 2013年2月8日  | ISBN 978-4-04-712856-9 | 2013年7月24日 | ISBN 978-986-325435-5 |

### 小說
- 彼岸花綻放之夜（著：竜騎士07、插畫：さくやついたち）

| 卷數 | 富士見書房     | 富士見書房             | 東立出版社    | 東立出版社             |
| 卷數 | 發售日期       | ISBN                   | 發售日期      | ISBN                   |
| ---- | -------------- | ---------------------- | ------------- | ---------------------- |
| 全   | 2011年12月20日 | ISBN 978-4-82-913717-8 | 2013年3月28日 | ISBN 978-9-86-332106-4 |

## 遊戲
除了漫画，由龍騎士07代表的同人社團「07th Expansion」將其改編為音聲小說類型的遊戲，預定2011年8月於Comic Market進行發售。劇本由龍騎士07負責，人物設計也是龍騎士擔當，和漫畫版的人物設計略有不同。
- 彼岸花綻放之夜 第一夜、Comic Market 80（2011年8月）發佈。
- 彼岸花綻放之夜 第二夜、Comic Market 81（2011年12月）發佈。

### 主題曲
主題曲
歌：木野寧
歌、合唱：木野寧・
作詞：、
作曲：dai、
編曲：、dai

### 任天堂3DS版
2016年7月27日由FURYU配信第一夜的任天堂3DS版。

## 外部連結
- 07th Expansion官網 （页面存档备份，存于）（日語）
- 富士見書房官網 （页面存档备份，存于）（日語）
- 3DS版官網 （页面存档备份，存于）（日語）
- 《彼岸花綻放之夜》在視覺小說數據庫的頁面 （英文）